# Осока стеснённая
Осо́ка стеснённая (лат. Carex stipata) — многолетнее травянистое растение, вид рода Осока (Carex) семейства Осоковые (Cyperaceae).

## Ботаническое описание
Светло-зелёное растение, образующее дерновины.
Стебли утолщённые и уплощённые, кверху остро-шероховатые, 50—80 см высотой, возможно высоко облиственные.
Листья мягкие, 6—8 мм шириной, наверху быстро суженные, снизу и по краю шероховатые, длиннее стебля. Перепончатая сторона листовых влагалищ обычно поперечно-морщинистая или пурпурно-точечная.
Колоски андрогинные (нижние иногда пестичные), в числе 6—20, многоцветковые, скученные по нескольку на укороченных веточках, образующих крупное, обычно густое колосовидное соцветие 4—8 см длиной. Чешуи ланцетные, шиповидно-заострённые, бледно-ржавые, с зелёным килем и светлым краем, короче мешочков. Мешочки плосковыпуклые, клиновидно-ланцетные, 4—5,5 мм длиной, 1,4—1,6 мм шириной, перепончатые, зрелые возможно сильно отклонённые от оси колоска, спереди с семью — десятью, сзади с двумя — пятью жилками, внизу с губчатыми стенками, с узким зазубренным краем, на короткой ножке, как бы вдавленной в прямое и быть может вогнутое широкое основание, с клиновидным, узко зазубренным по краю, слабо двузубчатым, спереди глубоко клиновидно расщеплённым носиком. Кроющие листья довольно длинные, чешуевидные, нижние иногда с удлинёнными щетиновидными верхушками или узколинейные.
Плод полностью заполняет мешочек. Плодоносит в июле.
Число хромосом 2n=48, 52.
Вид описан из Северной Америки.

## Распространение
Дальний Восток: Уссурийский край, Курилы (острова Кунашир и Итуруп); Восточная Азия: Япония; Северная Америка.
Растёт на сырых и болотистых лугах.

## Систематика
В пределах вида выделяются две разновидности:
- Carex stipata var. maxima Chapm. ex Boott — восточные штаты США
- Carex stipata var. stipata — Дальний Восток, Восточная Азия, Северная Америка